# 朝阳河 (布尔哈通河)
朝阳河，位于中华人民共和国吉林省延边朝鲜族自治州延吉市境内，是布尔哈通河左岸支流，发源于延吉市北部三道湾镇支边村以北的哈尔巴岭南麓，蜿蜒向南流流经支边村、北张芝村、南张芝村、三道湾镇治、五道村、五道水库、朝阳川镇八道村、平道村、横道村、太兴村等村镇，最后于朝阳川镇以北光石村江城屯南汇入布尔哈通河。河长75.1千米，流域面积775平方千米，河道平均比降4.8‰，年均径流量1.75亿立方米。中游建有五道水库，是延吉市的主要供水水源地。